# Nieves Anula
Nieves Anula Alameda (1 de mayo de 1973, Santa Cruz de Tenerife) es una exjugadora española de baloncesto.

## Palmarés con la selección española
- Eurobasket 2001 ( Francia)